# Раковы
Раковы — русский дворянский род.
Фамилии Раковых, многие в древние времена служили Российскому Престолу дворянские службы в разных чинах и жалованы от Государей поместьями. Равным образом и потомки сего рода Нелюб Васильев сын Раков, служил Стольником и верстан поместным окладом (1598), Андрей Васильев, Иван Нелюбов и Дмитрий Иванов дети Раковы, находились в числе дворян и детей боярских с поместным окладом.
Губной староста Павел Раков воевода в Угличе (1641), а Трофим воевода в Мосальске (1679).

## Описание герба
Щит, разделённый горизонтально надвое, имеет верхнюю половину малую голубого цвета с изображением на ней трех серебряных шестиугольных звезд (польский герб Гвязды). Нижнюю пространную, в которой в правом красном поле крестообразно положены серебряные стрела и шпага остриями вниз (изм. польский герб Пржестржал), а в левом серебряном поле Рак красного цвета (польский герб Варня).
Щит увенчан дворянским шлемом с дворянской короной с павлиньими перьями, на которых положена серебряная стрела, в правую сторону остриём обращённая. Намёт на щите красный, подложенным серебром. Герб внесён в Общий гербовник дворянских родов Всероссийской империи, часть 6, 1-е отделение, стр. 36.